# Louis Guillaume Le Monnier
Louis Guillaume Le Monnier , também grafado como  Lemonnier (Paris, 27 de junho de 1717 — Versalhes, 7 de setembro de 1799) foi um médico e  botânico francês.

## Biografia
Com Antoine Richard  organizou a coleção de botânica de  Luís XV no  Petit Trianon, um empreendimento ao qual se juntou Bernard de Jussieu. Em 1759, foi nomeado professor de botânica no Jardim do Rei ( atual Jardim das Plantas ) com a morte de Antoine de Jussieu, irmão de Bernard, em abril do ano anterior. Em 1761, passou a acumular o cargo de  médico de  Luis XV e, em 1786, René Louiche Desfontaines sucedeu-o como professor de botânica.
Foi admitido como membro da  Academia das Ciências da França em 3 de julho de 1743.

## Obras
- Leçons de physique expérimentale, sur l'équilibre des liqueurs et sur la nature et les propriétés de l'air (1742).
- Observations d'histoire naturelle faites dans les provinces méridionales de France, pendant l'année 1739 (1744).

Também participou da produção de uma enciclopédia.